# Hamptons at Boca Raton
Hamptons at Boca Raton fue un lugar designado por el censo ubicado en el condado de Palm Beach en el estado estadounidense de Florida. En el Censo de 2000 tenía una población de 11.306 habitantes y una densidad poblacional de 1.616,77 personas por km².

## Geografía
Hamptons at Boca Raton se encuentra ubicado en las coordenadas 26°23′9″N 80°11′4″O / 26.38583, -80.18444. Según la Oficina del Censo de los Estados Unidos, Hamptons at Boca Raton tiene una superficie total de 6.99 km², de la cual 6.47 km² corresponden a tierra firme y (7.41%) 0.52 km² es agua.

## Demografía
Según el censo de 2000, había 11.306 personas residiendo en Hamptons at Boca Raton. La densidad de población era de 1.616,77 hab./km². De los 11.306 habitantes, Hamptons at Boca Raton estaba compuesto por el 94.80%% blancos, el 1.66%% eran afroamericanos, el 0.04%% eran amerindios, el 1.47%% eran asiáticos, el 0.1%% eran isleños del Pacífico, el 0.93%% eran de otras razas y el 1.09%% pertenecían a dos o más razas. Del total de la población el 4.62%% eran hispanos o latinos de cualquier raza.